# ロシア皇帝
ロシア皇帝（ロシアこうてい、ロシア語: Император России）は、1721年から1917年までのロシア帝国で用いられた君主号である。正式名称は全ロシアのインペラートル（男性の場合）ないし全ロシアのインペラトリーツァ（女性の場合）。
インペラトルの称号は大北方戦争にて勝利したことにより採用され、ヨーロッパにおける皇帝号に適応させる形で出現した。
«всероссийский»（全ロシアの）の接頭辞はウラジーミル・スーズダリ大公国時代のロシアの君主が用いていた«всея Руси»（全ルーシ）という表現を継続しているという意味合いが含まれていた。

## 概要
ロシア皇帝基本立法の第1条によれば«全ロシアのインペラートルは絶対的かつ無限の君主権を有する。その最高権力は神自身の良心の命ずるところに従って統治するものである»とされていた。
自身の意味と合致する«絶対的»と«無限»の用語は、法の形成、それを行政的に行使する範囲内での適切な活動ならびに司法に沿う形での全国家権力の機能が、自身の名と権力に基づいて活動するという手段を以て遂行する他の主要な国家機関の参加抜きで、独占的に遂行されるということを意味している (ст. 81)。
この第1条から、ロシアは絶対的かつ無限の君主が統治する法国家であるということを特徴づけている。

## 称号
20世紀初頭におけるロシア皇帝の完全な称号は以下の通り(ст. 37 осн. Зак.):
| 「 | «神の恩寵下における我「（ここに皇帝の名前が入る）」、全ロシア、モスクワ、キエフ、ヴラジーミルならびにノヴゴロドのインペラートルおよび絶対君主; カザ－ニのツァーリ、アーストラハニのツァーリ、ポーリシャのツァーリ、シビーリのツァーリ、ヘルソニェースのツァーリ、グルージヤのツァーリ; プスコフの領主ならびにスモリェーンスク、リトヴァー、ヴォリーニ、ポドーリェ及びフィンリャーンジヤの大公;エストーニヤ、リヴォーニヤ、クルリャーンジヤ、ゼームガレ、ジェマイチーヤ、ベロストーク、カリェーリヤ、トヴェーリ、ユグラー、ピェールミ、ヴャートカ及びボールガルその他の公; ニージニ＝ノーヴゴロド、チェルニーゴフ、リャザーニ、ポーロツク、ロストーフ、ヤロスラーヴリ、ベロオーゼロ、ウドル、オブドルスク、コンジヤ、ヴィーチェブスク、ムスチスラーヴリの領主ならびに大公及び全北方国家の最高君主; 及びイビェーリヤ、カールトリ、カバルダの地ならびにアルミェーニヤ地区の領主; トゥルキェスターンの領主; ノルヴェーギヤ、シリェーズヴィク＝ゴリシチェーイン、シトルマルン、ジートマルシェン、オーリジェンブルクその他の相続人。» «Божиею поспешествующею милостью Мы (имярек), Император и Самодержец Всероссийский, Московский, Киевский, Владимирский, Новгородский; Царь Казанский, Царь Астраханский, Царь Польский, Царь Сибирский, Царь Херсониса Таврического, Царь Грузинский; Государь Псковский и Великий Князь Смоленский, Литовский, Волынский, Подольский и Финляндский; Князь Эстляндский, Лифляндский, Курляндский и Семигальский, Самогитский, Белостокский, Корельский, Тверской, Югорский, Пермский, Вятский, Болгарский и иных; Государь и Великий князь Новагорода Низовския земли, Черниговский, Рязанский, Полотский, Ростовский, Ярославский, Белозерский, Удорский, Обдорский, Кондийский, Витебский, Мстиславский и всея северныя страны повелитель и Государь Иверския, Карталинския и Кабардинския земли и области Арменския; Черкасских и Горских князей и иных наследный Государь и Обладатель; Государь Туркестанский, Наследник Норвежский, Герцог Шлезвиг-Голстинский, Сторнмарнский, Дитмарский и Ольденбургский и прочая, и прочая, и прочая» | 」 |

| 「 | «神の恩寵下における我ニコライ2世、全ロシア、モスクワ、キエフ、ヴラジーミルならびにノヴゴロドのインペラートルおよび絶対君主; カザンのツァーリ、アストラハンのツァーリ、ポーランドのツァーリ、シベリアのツァーリ、ケルソネスのツァーリ、グルジアのツァーリ; プスコフの領主ならびにスモレンスク、リトアニア、ヴォルィーニ、ポジーリャ及びフィンランドの大公;エストニア、リヴォニア、クールラント、ゼムガレ、ジェマイティア、ビャウィストク、カレリア、トヴェリ、ユグラ、ペルミ、ヴャトカ及びブルガールその他の公; ニジニ＝ノヴゴロド、チェルニゴフ、リャザン、ポロツク、ロストフ、ヤロスラヴリ、ベロオーゼロ、ウドル、オブドルスク、コンジア、ヴィテブスク、ムスチラヴリの領主ならびに大公及び全北方国家の最高君主; 及びイベリア、カルトゥリ、カバルダの地ならびにアルメニア地区の領主; トルキスタンの領主; ノルウェー、シュレースヴィヒ＝ホルシュタイン、シュトルマーン、ディットマールシェン、オルデンブルクその他の相続人。» «Божиею поспешествующею милостию, Мы, Николай Вторый, Император и Самодержец Всероссийский, Московский, Киевский, Владимирский, Новгородский; Царь Казанский, Царь Астраханский, Царь Польский, Царь Сибирский, Царь Херсониса Таврическаго, Царь Грузинский; Государь Псковский и Великий Князь Смоленский, Литовский, Волынский, Подольский и Финляндский; Князь Эстляндский, Лифляндский, Курляндский и Семигальский, Самогитский, Белостокский, Корельский, Тверский, Югорский, Пермский, Вятский, Болгарский и иных; Государь и Великий Князь Новагорода низовския земли, Черниговский, Рязанский, Полотский, Ростовский, Ярославский, Белозерский, Удорский, Обдорский, Кондийский, Витебский, Мстиславский и всея северныя страны Повелитель; и Государь Иверския, Карталинския и Кабардинския земли и области Арменския; Черкасских и Горских Князей и иных Наследный Государь и Обладатель; Государь Туркестанский; Наследник Норвежский, Герцог Шлезвиг-Голстинский, Стормарнский, Дитмарсенский и Ольденбургский и прочая, и прочая, и прочая» | 」 |

それを省略した場合は:
| 「 | «神の恩寵下における我ニコライ2世、全ロシアのインペラートルおよび絶対君主、ポーランドのツァーリ、フィンランド大公ならびにその他»。 «Божиею милостию, Мы, Николай Вторый, Император и Самодержец Всероссийский, Царь Польский, Великий Князь Финляндский и прочая, и прочая, и прочая» | 」 |

何らかの法に則った形での特定の場合においては:
| 「 | «神の恩寵下における我ニコライ2世、全ロシア、モスクワ、キエフ、ヴラジーミルならびにノヴゴロドのインペラートルおよび絶対君主; カザンのツァーリ、アストラハンのツァーリ、ポーランドのツァーリ、シベリアのツァーリ、ケルソネスのツァーリ、グルジアのツァーリ、フィンランド大公及びその他。» «Божиею поспешествующею милостию, Мы, Николай Вторый, Император и Самодержец Всероссийский, Московский, Киевский, Владимирский, Новгородский; Царь Казанский, Царь Астраханский, Царь Польский, Царь Сибирский, Царь Херсониса Таврическаго, Царь Грузинский, Великий Князь Финляндский и прочая, и прочая, и прочая» | 」 |

の単純化した形のものが用いられる。

## 歴史

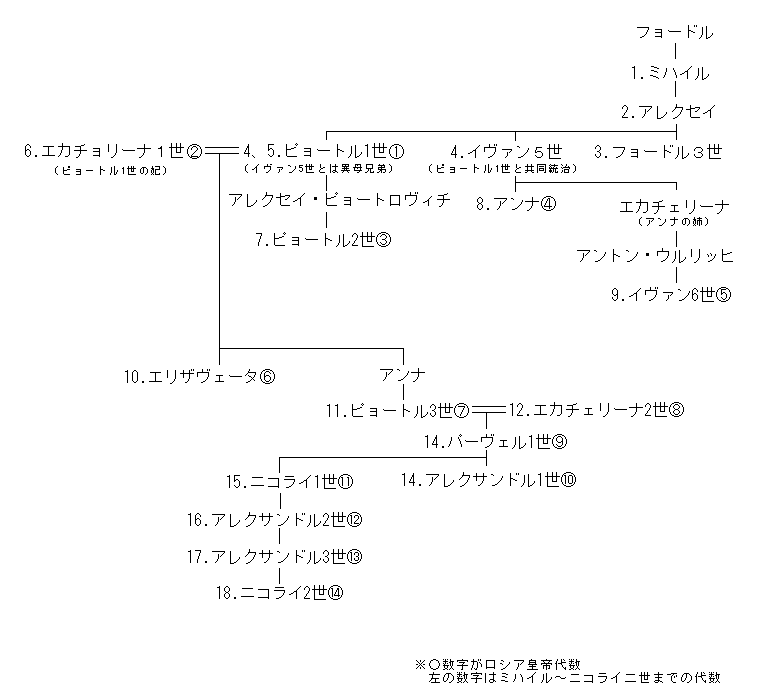
ロマノフ朝の系図

「全ロシアのインペラートル」の称号はピョートル1世大帝のもとで導入された。
大北方戦争に勝利して1721年9月にニスタット条約が締結されると元老院とシノドはピョートル1世に対して«通常、高貴な家柄の出であるローマの元老院が、末永く家名が存続することを記憶に留めるよう法規に乗っ取って公衆の目前で捧げられるインペラトルの称号を用いていたのと同じように。»の公式声明を出してインペラトルの称号を贈呈することを決めた。
1721年10月22日 (11月2日)にピョートル1世はインペラートルの称号を採用し、プロイセン王国とネーデルラント共和国は即座に、スウェーデンは1723年に、オスマン帝国は1739年に、グレートブリテン王国とオーストリアは1742年に、フランス王国とスペインは1745年に、最後にポーランド・リトアニア共和国が1764年にロシアの新君主号を承認した。ロシア・ツァーリ国という国名もインペラトルに合わせて新たにロシア帝国(Русской империей)と改称したのである。
1722年2月5（16）日にピョートル1世は、それまでの中世以来の慣例を廃止して、帝位は男子の直系子孫に継承されるが、皇帝の叡慮によりそれに相応しい人物は後継者として指名されることを許されるという旨の帝位継承に関する布告を発行した。
1797年4月5（16）日にパーヴェル1世は新たな帝位継承に関する法律を作成した。これによりロシア帝位継承者は基本的には長子であることが原則とされ、それに続く者はポーランドとフィンランドとの関係が結ばれることとなった。このことは即ち、長子たる帝位継承者が薨去ないし拒絶した場合に備えて継承できるように、以下に続く者がその代理人としての役割を担わされたということを意味するのである。直系で帝位継承者がいない場合には傍系の者に継承順位が移ることとなっている。直系傍系を含む家系内においては男性の方が女性よりも優先とされ、女性を差し置く形で傍系男子の者が要請されることとなった。皇帝に即位する際に求められていたことは、わずかに正しい信仰の告白のみである。君臨する皇帝および継承者が16歳に達すると、例え統治能力が欠けていたとしても、自身の統治権が行使されることになっている。ただし皇帝に、統治して早世した場合を除く何らかの事態が生じた際には、生存しているその父母が皇帝不在時における継承者の最有力候補の地位に納まることとなっている。
ロシア帝国の統治者はみな、1613年に即位したミハイル・ロマノフに始まるロマノフ家の血統に属している。もっとも、1761年以降の皇統はピョートル1世の娘アンナとシュレースヴィヒ＝ホルシュタイン＝ゴットルプ公カール・フリードリヒの子孫に移り、男系ではオルデンブルク家の分枝にあたるホルシュタイン＝ゴットルプ家に属していることから、2人の息子であるピョートル3世以降は厳密にはホルシュタイン＝ゴットルプ＝ロマノフ家の血統に属している。
ロシア革命の1917年3月2（15）日に皇帝ニコライ2世が皇太子アレクセイの継承権を放棄させる形で退位し、翌3（16）日に«最高統治権を委ねられていた»弟のミハイル・アレクサンドロヴィチ大公も辞退したことで皇帝の存在は事実上消滅した形となった。9月1日には臨時政府によって共和制の布告がなされた。

## 歴代皇帝一覧
| 皇帝              | 肖像画                         | 紋章 | 統治 開始                                                                   | 統治 終了                                 | 戴冠日                                                         | И.     |
| ----------------- | ------------------------------ | ---- | --------------------------------------------------------------------------- | ----------------------------------------- | -------------------------------------------------------------- | ------ |
| ピョートル1世     | (1672年—1725年)                |      | 1721年11月2日（ユリウス暦 10月22日） (1682年 — 1721年 — 全ロシアのツァーリ) | 1725年2月8日（ユリウス暦 1月28日）        | 1682年7月5日（ユリウス暦 6月25日）                             | [ 6 ]  |
| エカチェリーナ1世 | (1684年—1727年)                |      | 1725年2月8日（ユリウス暦 1月28日）                                          | 1727年5月6日（ユリウス暦 5月17日）        | 1724年5月18日（ユリウス暦 5月7日） (ピョートル1世の皇妃として) | [ 7 ]  |
| ピョートル2世     | (1715年—1730年)                |      | 1727年5月17日（ユリウス暦 5月6日）                                          | 1730年1月30日（ユリウス暦 1月19日）       | 1728年3月8日（ユリウス暦 2月25日）                             | [ 8 ]  |
| アンナ            | (1693年—1740年)                |      | 1730年2月26日（ユリウス暦 1月15日）                                         | 1740年10月28日（ユリウス暦 10月17日）     | 1730年5月9日（ユリウス暦 4月28日）                             | [ 9 ]  |
| イヴァン6世       | (1740年—1764年)                |      | 1740年10月28日（ユリウス暦 10月17日）                                       | 1741年12月6日（ユリウス暦 11月25日）      | 戴冠式は行わず                                                 | [ 10 ] |
| エリザヴェータ    | (1709年—1762年旧暦では1761年 ) |      | 1741年12月6日（ユリウス暦 11月25日）                                        | 1762年1月5日（ユリウス暦 1761年12月25日） | 1742年5月6日（ユリウス暦 4月25日）                             | [ 11 ] |
| ピョートル3世     | (1728年—1762年)                |      | 1762年1月5日（ユリウス暦 1761年12月25日）                                   | 1762年6月28日（ユリウス暦 7月9日）        | 死後の1796年に パーヴェル1世により戴冠。                       | [ 12 ] |
| エカチェリーナ2世 | (1729年—1796年)                |      | 1762年6月28日（ユリウス暦 7月9日）                                          | 1796年11月17日（ユリウス暦 11月6日）      | 1762年10月3日（ユリウス暦 9月22日）                            | [ 13 ] |
| パーヴェル1世     | (1754年—1801年)                |      | 1796年11月17日（ユリウス暦 11月6日）                                        | 1801年3月24日（ユリウス暦 3月12日）       | 1797年4月16日（ユリウス暦 4月5日）                             | [ 14 ] |
| アレクサンドル1世 | (1777年—1825年)                |      | 1801年3月24日（ユリウス暦 3月12日）                                         | 1825年12月1日（ユリウス暦 11月19日）      | 1801年9月27日（ユリウス暦 9月15日）                            | [ 15 ] |
| ニコライ1世       | (1796年—1855年)                |      | 1825年12月1日（ユリウス暦 11月19日）                                        | 1855年3月2日（ユリウス暦 2月18日）        | 1826年9月3日（ユリウス暦 8月22日）                             | [ 16 ] |
| アレクサンドル2世 | (1818年—1881年)                |      | 1855年3月2日（ユリウス暦 2月18日）                                          | 1881年3月13日（ユリウス暦 3月1日）        | 1856年9月7日（ユリウス暦 8月26日）                             | [ 17 ] |
| アレクサンドル3世 | (1845年—1894年)                |      | 1881年3月13日（ユリウス暦 3月1日）                                          | 1894年11月1日（ユリウス暦 10月20日）      | 1883年5月27日（ユリウス暦 5月15日）                            | [ 18 ] |
| ニコライ2世       | (1868年—1918年)                |      | 1894年11月1日（ユリウス暦 10月20日）                                        | 1917年3月15日（ユリウス暦 3月2日）        | 1896年5月26日（ユリウス暦 5月14日）                            | [ 19 ] |

### 統計
- 全ロシアのインペラートルの称号を用いたのは、10人の皇帝と4人の女帝の計14人である。
- 最も長きにわたる統治はエカチェリーナ2世の34年間であり、寿命の方も67歳と最長であった。
- 最短の統治はピョートル3世の6か月である。
- 最年長で戴冠したのは49歳で戴冠したピョートル1世である。
- 最年少で戴冠したのは2か月5日で戴冠したイヴァン6世であり、その統治は摂政エルンスト・ヨハン・フォン・ビロンと母アンナ・レオポルドヴナの手に委ねられていた。
- 最も寿命が短いのは15歳で崩御したピョートル2世である。